# Хардкорное чемпионство WWE
Хардкорное чемпионство WWE (англ. WWE Hardcore Championship) — чемпионский титул в рестлинг-промоушне WWE, существовавший с 1998 по 2002 год. 
Защищалась только по «хардкорным» правилам, такие как: матчи без дисквалификации, без отчета за рингом, с удержаниями где угодно и с уникальным правилом — 24/7. Благодаря этим правилам, происходили беспрецедентные ситуации, в которых любой мог вызвать любого, в любом месте и в любое время. Отличительной чертой хардкорных матчей, являлось использование различных «особых» предметов, таких как: биты, железные проволоки, деревянные столы и тому подобное.
В 2002 году он был объединен с титулом интерконтинентального чемпиона WWE.

## История
Второго Ноября, 1998, Винс Макмэн, наградил Мэнкайнда Хардкорным чемпионством WWF. Главная идея Винса заключалась в том, что бы поиздеваться над Мэнкайндом, назвав его «хардкорным» рестлером. Но спустя некоторое время, после того как, Мэнкайнд проиграл свой пояс Биг Боссмэну, он не оставил попытки вернуть себе титул. Вследствие этого, популярность титула начала расти, как и популярность Мэнкайнда, и пояс занял своё место среди остальных чемпионств в WWE. Многие независимые федераций рестлинга (такие как WCW), попытались создать свои хардкорные чемпионства, правда добиться такого же успеха они так и не смогли.

### Правило 24/7
Когда Крэш Холли выиграл пояс, он установил правило «24/7», в котором говорилось о том что — чемпионство должно защищаться постоянно, от любого претендента, в любое время, в любом месте и только при присутствии рефери. Это создало множество комичных моментов, таких как — чемпион был удержан когда спал или чемпионство защищалось в парке в Бруклине.

### Интересные факты
Пояс Хардкорного Чемпиона, это бывший пояс Чемпиона WWE, разбитый напополам и склеенный клейкой лентой, на которой маркером написано «Hardcore Champion». Есть мнение что это тот самый пояс, который Мр. Перфект Курт Хенниг украл у Халка Хогана в 1989 на Saturday Night’s Main Event. Позже, на шоу, Курт разбил пояс Хогана кувалдой. Разбитый пояс хранился у бывшего рефери WWF, Мела Филлипса.
Пояс бывал неоднократно переименован и изменен. Брэдшоу Лэйфилд после того как выиграл пояс, переименовал его в Техасский Хардкорный Чемпион, он даже украсил его флагом Техаса. Оригинальный дизайн был возвращен Рэйвеном. Томми Дример во время своего чемпионства добавлял на пояс эмблему Нью-Йорка.
Четыре женщины владели этим поясом: Триш Стратус, Молли Холли, Терри Руннелс и Кэнди Сноу.

### Объединение и упразднение
26 августа, 2002 года, Интерконтинентальный чемпион Роб Ван Дам, объединил свой титул, с титулом Хардкорного Чемпиона, победив Томми Дримера в матче — титул против титула. После этого, Хардкорное Чемпионство официально прекратило своё существование.
Сам пояс, передали Мику Фоли на пожизненное хранение, как первому чемпиону.